# Просто Мария (телесериал, 2015)
«Просто Мария» (исп. Simplemente Maria) — мексиканская 127-серийная теленовелла 2015—2016 годов производства студии Televisa. Адаптация одноимённого телесериала с Викторией Руффо и Хайме Гарса в главных ролях.

## Сюжет
Мария Флорес покидает свой посёлок, чтобы найти работу в Мехико В столице она устраивается горничной в частном доме Алехандро Рива Паласио. Студент медицинского института, будущий дипломированный специалист, страстно влюбляется в Марию. Вскоре девушка узнает, что беременна. Узнав об этом, молодой человек бросает её. Против брака выступает и семья Алехандро: главной противницей союза оказывается старшая сестра — Ванесса. Она надеется женить брата на своей любимой подруге Диане.
Кристобаль Сервантес работает учителем в школе и живёт вместе со своей мамой — Доньей Феличитаc по прозвищу «Фели», младшей сестрой и младшим братом — капитаном местной футбольной команды. В один прекрасный день к Кристобалю приходит Мария и просит о помощи, рассказывая, что её выгнали с работы из-за недовольства хозяина особняка, где она работала горничной. Кристобаль принимает Марию и учит её читать и писать.
Со временем Мария увлекается шитьём и проявляет себя как талантливая портниха. Спустя некоторое время у неё появляются клиенты, а вскоре после этого у Марии рождается сын Хуан Пабло. Кристобаль признаётся Марии в любви, но она не отвечает ему взаимностью.
Алехандро женится на Диане дочери
Иоланды, близкой подруги его отца. Диана узнает от Карины, которая также появляется на свадьбе, что у Алехандро и Марии есть общий сын Хуан Пабло. Диана тоже ждёт ребёнка от Алехандро, но теряет его на седьмом месяце беременности. Алехандро старается, чтобы жена ничего не узнала о выкидыше. Карина врывается в палату Дианы, и, раскрыв правду, пытается её убить. Диана умирает. Понимая, что в смерти Дианы виновата подруга его сестры, Алехандро врывается домой к Карине и пытается её задушить. Карина, обвинив его во всём, кончает жизнь самоубийством, выбросившись из окна.
Алехандро ищет встреч с Марией. Мария с горечью восприняла смерть Дианы и запретила Алехандро видеться с сыном. Она хочет выйти замуж за Кристобаля, но в это время появляется Соня и сообщает Марии, что беременна от него. Мария разрывает помолвку, и Кристобаль женится на Соне.
Спустя несколько лет Мария Флорес становится известным мексиканским модельером и открывает собственную фабрику по производству одежды. К этому времени её сын Хуан Пабло — уже взрослый молодой человек. Семейная жизнь Кристобаля и Сони не складывается. Он узнаёт про измены жены и решает развестись с ней, чтобы жениться на Марии. Тем временем, Хуан Пабло влюбляется в Лусию. К сожалению, мать девушки Ванесса ненавидит Хуана Пабло и Марию. Узнав, что Хуан Пабло встречается с её дочерью, Ванесса начинает ненавидеть Хуана Пабло и Марию ещё больше. Несмотря на это, Хуан Пабло и Лусия женятся. К несчастью, Лусия умирает при родах.
Мария и Кристобаль женятся на ранчо — там же, где проходила свадьба Хуана Пабло и Лусии. После смерти отца Алехандро возвращается в свою семью, поскольку Алехандро — друг Кристобаля. Мария едет в Барселону на показ моды.
Мария оправляется после потери памяти и становится свидетельницей того, как Ванесса, стреляя в неё во время свадьбы Хуана Пабло и его новой невесты Паломы, попадает в Кристобаля. Алехандро спасает жизнь Кристобалю, после чего Мария и Кристобаль отмечают годовщину свадьбы. Алехандро приходит поздравить друга.

## Создатели телесериала

### Съёмочная группа
Режиссёры: Артуро Рипштейн, Беатрис Шеридан
Сценарий: Карлос Ромеро, Селия Алькантара, Кари Фахер
Продюсеры: Сальвадор Мехиа, Валентин Пимштейн, Вероника Пимштейн
Операторы: Эрнесто Арреола, Мануэль Руис Эспарса, Габриэль Васкес
Композиторы: Хосе Антонио «Потро» Фариас, Пако Наваретте

### В ролях
| Актёр (актриса)       | Актёр (актриса) версии 1989 года | Актёр (актриса) дубляжа                                 | Роль                                                       | Роль в версии 1989 года                     | Характер персонажа |
| --------------------- | -------------------------------- | ------------------------------------------------------- | ---------------------------------------------------------- | ------------------------------------------- | --- |
| Клаудия Альварес      | Виктория Руффо                   | Любовь Германова                                        | Мария Флорес Риос                                          | Мария Лопес де Каррено                      | известный мексиканский модельер |
| Хосе Рон              | Мануэль Саваль                   | Юрий Меншагин                                           | Алехандро Ривапаласио Ланда                                | Хуан Карлос дель Вильяр                     | врач, в версии 1989 года герой скончался из-за последствий ДТП в Майами |
| Фердинандо. Валенсия  | Хайме Гарса                      | Сергей Паршин                                           | Кристобаль Сервантес                                       | Виктор Каррено                              | учитель, друг Алехандро |
| Арлет Теран           | Габриэла Гольдсмит               | Любовь Германова                                        | Ванесса Ривапаласио Ланда де Аренти                        | Лорена дель Вильяр де Ривера                | сводная сестра Алехандро, злейший враг Марии, в церковном соборе стреляла в Марию, но тяжело ранила Кристобаля, зарезана насмерть сокамерницами в женской тюрьме. В версии 1989 года героиня стреляла у церковного собора, но промахнулась, при попытке скрыться на краденом автомобиле, сгорела заживо вместе с автомобилем из-за попадания пули Лейтенанта Орнеласа в бензобак |
| Ана Мартин            | Сильвия Дербес                   | Елена Павловская                                        | Феличитас Нуньес, вдова Сервантес по прозвищу «Донья Фели» | Матильда Каррено по прозвищу «Донья Мати»   | мать Кристобаля |
| Умберто Элисондо      | Клаудио Баэс                     | Владислав Ковальков                                     | Адольфо Ривапаласио Балагуэр                               | Густаво дель Вильяр                         | отец Алехандро и Ванессы, скончался от болезни, в версии 1989 года герой был парализован после визита Лорены дель Вильяр, позже полностью выздоровел |
| Феде Поррас           | Хорхе Поса                       | Юрий Меншагин                                           | Хуан Пабло Флорес Риос (подросток)                         | Хосе Игнасио Лопес (подросток)              | сын Марии, крёстный сын Кристобаля, подрался со своим одноклассником из-за того, что тот назвал его незаконнорожденным, «бастардом» |
| Элиасар Гомес         | Тоньо Маури                      | Сергей Паршин                                           | Хуан Пабло Флорес Риос                                     | Хосе Игнасио Лопес                          | сын Марии, крёстный сын Кристобаля. Был ранен Ванессой Ривапаласио в клинике, впоследствии отомстил ей на ранчо, стреляя в неё, но промахнулся |
| Ана Паула Мартинес    | Лола Мерино                      | Любовь Германова                                        | Лусия Аренти Ривапаласио (ребёнок)                         | Лаура Ривера дель Вильяр де Лопес (ребёнок) | дочь Ванессы, во время драки защитила Хуана Пабло |
| Алехандра Роблес Хиль | Амайрани Гутьеррес               | Екатерина Васильева                                     | Лусия Аренти Ривапаласио                                   | Лаура Ривера дель Вильяр де Лопес           | дочь Ванессы, скончалась во время родов |
| Мишель Рамаглия       | Адриана Парра                    | Екатерина Васильева                                     | Криспина «Пина» Харамильо де Кальеха                       | Рита Фернандес де Лопес                     | близкая подруга Марии, крёстная мать Хуана Пабло |
| Рикардо Франко        | Хуан Карлос Серран               | Юрий Меншагин                                           | Лауреано Кальеха                                           | Роман Лопес                                 | супруг «Пины»; в отличие от Романа Лопеса, Лауреано Кальеха был для Марии Флорес совсем чужим человеком |
| Франсиско Рубио       | Сервандо Манцетти                | Сергей Паршин                                           | Марко Аренти Серрано                                       | Альберто Ривера                             | доктор, экс-супруг Ванессы, отец Лусии |
| Кармен Бесерра        | Франсес Ондивьела                | Любовь Германова                                        | Карина Пинеда Уртадо                                       | Наталия Прессиадо                           | подруга Ванессы, покончила с собой путём прыжка с большой высоты (в версии 1989 года Наталия Прессиадо покончила с собой иным способом) |
| Клаудия Тройо         | Карен Сентиес                    | Любовь Германова                                        | Эстела Лосано                                              | Сильвия Ребольяр                            | вторая жена Марко, потеряла ребёнка прямо в офисе |
| Беатрис Морено        |                                  | Любовь Германова                                        | Ортенсия Миранда                                           |                                             | кузина Эстелы, мать Ванессы |
| Карлос Бонавидес      | Рауль Падилья, Сесар Ариас       | Юрий Меншагин                                           | Иносенсио Буенростро Фалькон                               | Рене                                        | близкий друг дона Сакариося, весельчак из рекламной компании |
| Эктор Саэс            | Рафаэль Инклан                   | Юрий Меншагин                                           | Сакариас Санчес Мена                                       | Дон Чема                                    | |
| Норма Эррера          |                                  | Юрий Меншагин                                           | Донья Кармина                                              |                                             | близкая подруга доньи Фели, скончалась от инсульта |
| Эрик Диас             | Хуан Карлос Баррето              | Юрий Меншагин                                           | Фаусто Гарса Тревиньо                                      | Бенито                                      | брат Фабиана Гарса Тревиньо |
| Мигель Мартинес       |                                  | Юрий Меншагин                                           | Фабиан Гарса Тревиньо                                      |                                             | брат Фаусто Гарса Тревиньо |
| Даниэла Бассо         | Патрисия Кастро Мирра Сааведра   | Иоланда Бустос де Гарса, супруга Фабиана Гарса Тревиньо | Любовь Германова                                           |                                             | |
| Норма Ласарено        |                                  | Оливия Апарисио, вдова де Басайн                        | Любовь Германова                                           |                                             | Супруга дона Адольфо |
| Марсело Кордоба       | Марсело Буке                     | Юрий Меншагин                                           | Доктор Родриго Арана                                       | Доктор Фернандо Торрес                      | врач, бывший поклонник Марии, близкий друг и коллега Алехандро. |
| Тания Лисардо         | Мария Альмела                    | Магдалена Флорес Риос                                   | Любовь Германова                                           | Ана Лопес                                   | младшая сестра Марии |

## Награды и премии
В 2017 году телесериал Просто Мария был дважды номинирован на премию TVyNovelas.